# Kina ved sommer-OL 2012
Kina deltog i Sommer-OL 2012 i London, som blev arrangeret i perioden 27. juli til 12. august 2012.

## Medaljer
| 2012 London | Guld | Sølv | Bronze | Total |
| Kina        | 38   | 27   | 23     | 88    |